# Stazione di Agrigento Bassa
La stazione di Agrigento Bassa è una stazione della città di Agrigento, e fino al 28 ottobre 1933 ne fu l'unica stazione.

## Storia
La stazione di Agrigento Bassa, che all'inizio si chiamava stazione di Girgenti venne inaugurata il 1º novembre del 1874 in seguito all'attivazione della tratta ferroviaria Comitini-Aragona Caldare-Porto Empedocle-Porto di Porto Empedocle.
Rimase l'unica stazione della città fino all'inizio degli anni trenta. In quanto le società ferroviarie, prima la Società Vittorio Emanuele e poi la Sicula, avevano come interesse principale il collegamento delle aree zolfifere di Comitini con il porto per l'imbarco. Il 16 dicembre 1927 la stazione cambiò il suo nome da Girgenti in Agrigento; qualche anno prima, l'8 maggio 1921, era divenuta una stazione a doppio scartamento, infatti vi arrivò la linea ferrata a scartamento ridotto proveniente da Naro e Licata; venne raggiunta in seguito anche dalla linea, sempre a scartamento ridotto, proveniente da Castelvetrano che per lungo tempo, inspiegabilmente, terminava a Porto Empedocle costringendo i passeggeri provenienti dalla provincia ad un trasbordo sui treni a scartamento ordinario. Dalla data di inaugurazione della stazione centrale di Agrigento cambiò ancora una volta nome assumendo quello attuale di Agrigento Bassa e divenne anche stazione di diramazione in quanto, per i treni provenienti da Palermo, Caltanissetta o Catania divenne possibile l'instradamento sia verso Porto Empedocle che verso la città.
Fu nell'anno 1933 che si collegò la stazione di Agrigento Bassa con la Stazione Centrale attraverso la galleria scavata sotto il centro storico della città; il tratto di binario di circa 3 km inaugurato aveva interposte le rotaie a scartamento ridotto, realizzando il doppio scartamento, attraverso il quale si collegava finalmente anche all'altra linea FS a scartamento ridotto proveniente da Canicattì e Licata, aperta già dal 1924.
Il 20 maggio 1951 molto tempo dopo la costruzione della stazione centrale all'interno della città di Agrigento finalmente, ma con molto ritardo rispetto all'occorrente, venne costruito il doppio scartamento anche da Porto Empedocle ad Agrigento Bassa. La linea di Castelvetrano poteva quindi proseguire senza trasbordi da Porto Empedocle ad Agrigento Centrale mediante l'aggiunta di una terza rotaia al già esistente binario a scartamento ordinario fino ad Agrigento Bassa.
Il terzo binario venne rimosso nel 1976, quando venne sospeso ogni servizio passeggeri tra le stazioni di Agrigento Bassa e Porto Empedocle con il declassamento di tale tratta a raccordo. Dal 2011 tra Agrigento Bassa e Porto Empedocle circolano occasionalmente alcuni treni passeggeri per servizi turistici.

## Caratteristiche
L'edificio principale di stazione è del tipo classico con corpo centrale a sette luci e due elevazioni, con annessi corpi laterali ad una sola elevazione per i servizi. Sia il primo che il secondo binario sono dotati di pensilina del tipo comune a molte stazioni FS realizzata in ferro e poggiata su colonne portanti a capitello in ghisa.
La stazione di Agrigento Bassa consta di 3 binari di circolazione e vari binari di ricovero e servizio. Data la sua importanza, come stazione di interscambio, venne dotata di rifornitore idraulico per locomotiva a vapore, rifornitori di carbone, rimessa per il ricovero dei rotabili, una piattaforma girevole da 9,5 m e sagoma limite per il controllo del carico sui carri merci.

## Servizi
- Biglietteria automatica
- Servizi igienici
- Annuncio sonoro treni in arrivo, in partenza e in transito
- Sottopassaggio pedonale
- Edicola